# Билгарський Ізвор
Би́лгарський Ізво́р (болг. Български извор) — село в Ловецькій області Болгарії. Входить до складу общини Тетевен.

## Населення
За даними перепису населення 2011 року у селі проживали 1229 осіб.
Національний склад населення села:
| Національність   | Кількість осіб | Відсоток |
| ---------------- | -------------- | -------- |
| болгари          | 1094           | 89,7%    |
| цигани           | 116            | 9,5%     |
| турки            | 6              | 0,5%     |
| Всього відповіли | 1220           |          |

Розподіл населення за віком у 2011 році:
Динаміка населення: